# Blackwater Valley Exorcism
Blackwater Valley Exorcism è un film del 2006 diretto da Ethan Wiley.
Il film, di genere horror, si ispirerebbe a due casi testimoniati  più uno presunto, di possessione demoniaca e relativo esorcismo, eseguiti dal vescovo monsignor Jason Spadafore, della chiesa di St. Raphael of the Angels a Raleigh, capitale della Carolina del Nord. Lo stesso monsignore figura come consulente spirituale nella produzione del film.

## Trama
In una sperduta fattoria dello Utah una ragazzina minorenne, Isabelle, accusa problemi mentali. In realtà, sta per essere posseduta da un feroce demone.
La disperata famiglia di Isabelle, insieme allo sceriffo, si rivolge a Jacob, giovane prete che viene presto autorizzato all'esorcismo della ragazzina.